# Dibamus bogadeki
Dibamus bogadeki är en ödleart som beskrevs av  Ilya Sergeevich Darevsky 1992. Dibamus bogadeki ingår i släktet Dibamus och familjen blindödlor. Inga underarter finns listade i Catalogue of Life.
Arten förekommer i Kina i området kring Hongkong.